# Helga Wille
Helga Valeska Wille (* 5. Dezember 1913 in Berlin; † 13. Juni 1992 in Köln) war eine deutsche Vokal- und Schlagersängerin. Bekannt wurde sie mit dem Gesangsensemble Die Nicolets.

## Leben
Wille wurde als das vierte Kind eines Sanitätsrates in Berlin geboren. Schon als Kind war sie begabt als Sängerin. Mitte der 1940er Jahre gründete sie die Gruppe Nicolets. Ihr größter Erfolg war Mr. Moneymaker aus dem Jahr 1949. Nach der Auflösung der Gruppe ging sie 1961 nach Köln, wo sie 1992 starb. Das Urnengrab befindet sich auf dem Melatenfriedhof in Köln-Lindenthal.

## Privates
In Prag lernte sie 1939 den Offizier Peter Otto Wieland kennen. 1940 ehelichte sie ihn. Aus der Ehe gingen die Kinder Michael (* 1941) und Monika (* 1943) hervor. 1944 wurde die Ehe geschieden.
Willes Schwester war die Schriftstellerin Erika Jansen, die unter ihrem Künstlernamen Erika Wieden (* 1903) Liebesromane im Titania Verlag veröffentlichte.

## Diskografische Hinweise
- 1939: Manhattan-Cocktail (mit Oskar Jerochnik)
- 1939: Sie hören New York (mit Oskar Jerochnik)
- 1940: Die kleine Stadt will schlafen geh´n (mit dem Telefunken-Revue-Orchester, Leitung: Henk Bruyns)
- 1941: Das waren die Soldaten (Sonderaufnahme im Auftrage des Reichskommissars für die besetzten norwegischen Gebiete – Truppenbetreuung)
- 1941: Ich will nicht vergessen (mit Adalbert Lutter)
- 1943: Mamatschi (mit Fritz Stamer)
- 1943: Haben Sie schon mal im Dunkeln geküßt? (mit Orchester Willy Mattes)
- 1949: Mr. Moneymaker (mit den Nicolets)